# Quesnay-Guesnon
Quesnay-Guesnon est une ancienne commune française du département du Calvados  et la région Normandie. Elle fusionne avec Torteval le 7 décembre 1974 pour former la commune de Torteval-Quesnay, devenue le 1er janvier 2017 commune déléguée de la commune nouvelle d'Aurseulles.

## Toponymie
On trouve la commune sous le nom de Le Quesnay à la Révolution ou encore la graphie Quemoy-Guernon

## Démographie
| 1793 | 1800 | 1806 | 1821 | 1831 | 1836 | 1841 | 1846 | 1851 |
| ---- | ---- | ---- | ---- | ---- | ---- | ---- | ---- | ---- |
| 122  | 145  | 168  | 144  | 172  | 152  | 140  | 133  | 93   |

| 1856 | 1861 | 1866 | 1872 | 1876 | 1881 | 1886 | 1891 | 1896 |
| ---- | ---- | ---- | ---- | ---- | ---- | ---- | ---- | ---- |
| 106  | 107  | 104  | 114  | 121  | 118  | 110  | 110  | 117  |

| 1901 | 1906 | 1911 | 1921 | 1926 | 1931 | 1936 | 1946 | 1954 |
| ---- | ---- | ---- | ---- | ---- | ---- | ---- | ---- | ---- |
| 116  | 102  | 90   | 68   | 62   | 57   | 59   | 59   | 48   |

### Liste des maires
| Période                                  | Période | Identité | Étiquette | Qualité |
| ---------------------------------------- | ------- | -------- | --------- | ------- |
| Les données manquantes sont à compléter. |         |          |           |         |

## Lieux et monuments
- église Notre-Dame.
- château du Quesnay, du XIXe siècle.